# Ель-Гуна (футбольний клуб)
«Ель-Гуна» (El Gouna FC) — єгипетський футбольний клуб, що базується в курортному містечку Ель-Гуна на узбережжі Червоного моря. У 2009—2010 роках проводить перший свій сезон у Єгипетській прем'єр-лізі.

## Історія
Цей молодий футбольний клуб розпочав своє сходження в єгипетському футболі, зовсім недавно, в сезоні 2003-2004 років ця команда доволі успішно стартувала в четвертій лізі єгипетського футболу, де зразу ж зайняла перше місце. Потім був не менш успішний 2004-2005 сезон, коли ця ж команда «на одному диханні» пройшла всю турнірну дистанцію й добившись найкращих результатів, знову підвищилася в класі. 
Сезон 2005-2006 років «Ель-Гуна» розпочалв уже в 2-му дивізіоні єгипетського футболу. Тут молодій й амбітній команді довелось трішки затриматися, хоча вона постійно перебувала на вищих щаблях турнірної таблиці. А в сезоні 2006-2007 роках лише на крок зупинилися від омріяної прем'єр-ліги, поступившись в іграх плей-оф. Але ось в 2008-2009 роках все склалося вдало й команда після чергового успішного сезону пробилася таки до еліти єгипетського футболу.